# Sovetakan
Sovetakan är en ort i Armenien.   Den ligger i provinsen Armavir, i den västra delen av landet, 40 kilometer väster om huvudstaden Jerevan. Sovetakan ligger 857 meter över havet och antalet invånare är 1 613.
Terrängen runt Sovetakan är platt. Närmaste större samhälle är Armavir, 5,4 kilometer norr om Sovetakan. 
Trakten runt Sovetakan består till största delen av jordbruksmark. Runt Sovetakan är det ganska tätbefolkat, med 248 invånare per kvadratkilometer.